# Gagrella brunnea
Gagrella brunnea is een hooiwagen uit de familie Sclerosomatidae.